# Coral (groupe)
Pour les articles homonymes, voir Coral.
Pour le groupe de rock britannique, voir The Coral.
Coral est un groupe islandais de rock alternatif, originaire de Reykjavik.

## Histoire
Le groupe est formé en janvier 2000 à Hljómskálan, près de Reykjavik. La chanson Sex Dwarf du groupe apparaît dans le film Gemsar. Ils sortent un EP, intitulé Coral, en 2002, mais qui est mieux connu sous le nom de Gula platan. La chanson Big Bang, issue de l'EP est diffusée à la radio. Des clips ont également été réalisés pour trois chansons : Sex Dwarf, Big Bang et Arthur. Vers la fin de 2007, le premier album du groupe, The Perpetual Motion Picture, sort.
En 2011, le deuxième album de Coral, Leopard Songs, sort. Le groupe joue aux côtés de Benny Crespo’s Gang le vendredi 20 octobre 2017 à la salle Húrra,.

## Membres
- Gunnar Jónsson — guitare, chant
- Steinar Guðjónsson — guitare
- Andrés A. Hlynsson — basse
- Þorvaldur Kári Ingveldarson — batterie

## Discographie

### Albums studio
- 2007 : The Perpetual Motion Picture
- 2011 : Leopard Songs

### EP
- 2002 : Utan titel (aussi sorti sous le nom de The Yellow Album)